# Lynnyella longaviensis
Lynnyella longaviensis là một loài bọ cánh cứng trong họ Elateridae. Loài này được Arias miêu tả khoa học năm 2001.